# Torneo di Wimbledon 2014 - Qualificazioni singolare maschile
Le qualificazioni del singolare maschile del Torneo di Wimbledon 2014 sono state un torneo di tennis preliminare per accedere alla fase finale della manifestazione. I vincitori dell'ultimo turno sono entrati di diritto nel tabellone principale. In caso di ritiro di uno o più giocatori aventi diritto a questi sono subentrati i lucky loser, ossia i giocatori che hanno perso nell'ultimo turno ma che avevano una classifica più alta rispetto agli altri partecipanti che avevano comunque perso nel turno finale.

## Teste di serie
1. Thomaz Bellucci (primo turno)
2. Gō Soeda (primo turno)
3. Tim Smyczek (ultimo turno)
4. Gilles Müller (qualificato)
5. Damir Džumhur (primo turno)
6. Michael Berrer (primo turno)
7. Malek Jaziri (ultimo turno, Lucky loser)
8. Peter Gojowczyk (primo turno)
9. Denis Kudla (qualificato)
10. Frank Dancevic (ultimo turno, Lucky loser)
11. Peter Polansky (secondo turno)
12. Andreas Beck (secondo turno)
13. Simone Bolelli (ultimo turno, Lucky loser)
14. Tatsuma Itō (qualificato)
15. Filip Krajinović (secondo turno)
16. Daniel Brands (ultimo turno)

1. Norbert Gombos (primo turno)
2. Aljaž Bedene (ultimo turno, Lucky loser)
3. Pierre-Hugues Herbert (qualificato)
4. Samuel Groth (qualificato)
5. Ričardas Berankis (ultimo turno)
6. Ryan Harrison (qualificato)
7. Wang Yeu-tzuoo (qualificato)
8. Yūichi Sugita (qualificato)
9. Andrej Martin (primo turno)
10. Alex Kuznetsov (qualificato)
11. Marsel İlhan (qualificato)
12. João Souza (primo turno)
13. Marc Gicquel (ultimo turno)
14. Farruch Dustov (secondo turno)
15. Rajeev Ram (ultimo turno)
16. Guido Andreozzi (primo turno)

## Qualificati
1. Luke Saville
2. James Duckworth
3. Alex Kuznetsov
4. Gilles Müller
5. Ante Pavić
6. Konstantin Kravčuk
7. Marsel İlhan
8. Yūichi Sugita

1. Denis Kudla
2. Wang Yeu-tzuoo
3. Pierre-Hugues Herbert
4. Tim Pütz
5. Samuel Groth
6. Tatsuma Itō
7. Jan Hernych
8. Ryan Harrison

## Lucky loser
1. Malek Jaziri
2. Frank Dancevic

1. Simone Bolelli
2. Aljaž Bedene

## Tabellone qualificazioni

### Legenda
| - Q = Qualificato - WC = Wild card - LL = Lucky loser | - ALT = Alternate - SE = Special Exempt - PR = Protected Ranking | - w/o = Walkover - r = Ritirato - d = Squalificato |

### Sezione 1
|  | Primo turno | Primo turno         | Primo turno         | Primo turno         | Primo turno         | Primo turno | Primo turno |  |  | Secondo turno       | Secondo turno       | Secondo turno       | Secondo turno       | Secondo turno | Secondo turno | Secondo turno |    |   | Terzo turno  | Terzo turno  | Terzo turno | Terzo turno | Terzo turno | Terzo turno | Terzo turno |  |
|  |             |                     |                     |                     |                     |             |             |  |  |                     |                     |                     |                     |               |               |               |    |   |              |              |             |             |             |             |             |  |
|  | 1           | Thomaz Bellucci     | Thomaz Bellucci     | Thomaz Bellucci     | 4                   | 7           | 1           |  |  |                     |                     |                     |                     |               |               |               |    |   |              |              |             |             |             |             |             |  |
|  |             | Luke Saville        | Luke Saville        | Luke Saville        | 6                   | 64          | 6           |  |  | Luke Saville        | Luke Saville        | Luke Saville        | Luke Saville        | 7             | 4             | 6             |    |   |              |              |             |             |             |             |             |  |
|  |             | Rhyne Williams      | Rhyne Williams      | Rhyne Williams      | 3                   | 6           | 6           |  |  | Rhyne Williams      | Rhyne Williams      | Rhyne Williams      | Rhyne Williams      | 64            | 6             | 1             |    |   |              |              |             |             |             |             |             |  |
|  | WC          | Joshua Milton       | Joshua Milton       | Joshua Milton       | 6                   | 3           | 2           |  |  |                     |                     |                     |                     |               |               |               |    |   | Luke Saville | Luke Saville | 2           | 6           | 5           | 7           | 8           |  |
|  |             | Andrea Collarini    | Andrea Collarini    | Andrea Collarini    | Andrea Collarini    | 65          | 5           |  |  |                     |                     | Yann Marti          | Yann Marti          | 6             | 3             | 7             | 67 | 6 |              |              |             |             |             |             |             |  |
|  | Alt         | Theodoros Angelinos | Theodoros Angelinos | Theodoros Angelinos | Theodoros Angelinos | 7           | 7           |  |  | Theodoros Angelinos | Theodoros Angelinos | Theodoros Angelinos | Theodoros Angelinos | 4             | 6             | 2             |    |   |              |              |             |             |             |             |             |  |
|  |             | Yann Marti          | Yann Marti          | Yann Marti          | Yann Marti          | 6           | 7           |  |  | Yann Marti          | Yann Marti          | Yann Marti          | Yann Marti          | 6             | 2             | 6             |    |   |              |              |             |             |             |             |             |  |
|  | 32          | Guido Andreozzi     | Guido Andreozzi     | Guido Andreozzi     | Guido Andreozzi     | 1           | 65          |  |  |                     |                     |                     |                     |               |               |               |    |   |              |              |             |             |             |             |             |  |

### Sezione 2
|  | Primo turno          | Primo turno          | Primo turno          | Primo turno          | Primo turno          | Primo turno | Primo turno |  |  | Secondo turno      | Secondo turno      | Secondo turno      | Secondo turno      | Secondo turno   | Secondo turno   | Secondo turno |   |   | Terzo turno    | Terzo turno    | Terzo turno    | Terzo turno    | Terzo turno | Terzo turno | Terzo turno |  |
|  |                      |                      |                      |                      |                      |             |             |  |  |                    |                    |                    |                    |                 |                 |               |   |   |                |                |                |                |             |             |             |  |
|  | 2                    | Gō Soeda             | Gō Soeda             | Gō Soeda             | Gō Soeda             | 4           | 610         |  |  |                    |                    |                    |                    |                 |                 |               |   |   |                |                |                |                |             |             |             |  |
|  |                      | Martin Fischer       | Martin Fischer       | Martin Fischer       | Martin Fischer       | 6           | 7           |  |  | Martin Fischer     | Martin Fischer     | Martin Fischer     | Martin Fischer     | 2               | 6               | 10            |   |   |                |                |                |                |             |             |             |  |
|  | Matthias Bachinger   | Matthias Bachinger   | Matthias Bachinger   | Matthias Bachinger   | Matthias Bachinger   | 6           | 7           |  |  | Matthias Bachinger | Matthias Bachinger | Matthias Bachinger | Matthias Bachinger | 6               | 2               | 8             |   |   |                |                |                |                |             |             |             |  |
|  | Austin Krajicek      | Austin Krajicek      | Austin Krajicek      | Austin Krajicek      | Austin Krajicek      | 4           | 6(1)        |  |  |                    |                    |                    |                    |                 |                 |               |   |   | Martin Fischer | Martin Fischer | Martin Fischer | Martin Fischer | 4           | 65          | 4           |  |
|  | Juan Ignacio Londero | Juan Ignacio Londero | Juan Ignacio Londero | Juan Ignacio Londero | Juan Ignacio Londero | 69          | 2           |  |  |                    |                    | James Duckworth    | James Duckworth    | James Duckworth | James Duckworth | 6             | 7 | 6 |                |                |                |                |             |             |             |  |
|  | James Duckworth      | James Duckworth      | James Duckworth      | James Duckworth      | James Duckworth      | 7           | 6           |  |  | James Duckworth    | James Duckworth    | James Duckworth    | James Duckworth    | 4               | 7               | 8             |   |   |                |                |                |                |             |             |             |  |
|  |                      | John-Patrick Smith   | John-Patrick Smith   | John-Patrick Smith   | 67                   | 6           | 3           |  |  | Farruch Dustov     | Farruch Dustov     | Farruch Dustov     | Farruch Dustov     | 6               | 65              | 6             |   |   |                |                |                |                |             |             |             |  |
|  | 30                   | Farruch Dustov       | Farruch Dustov       | Farruch Dustov       | 7                    | 3           | 6           |  |  |                    |                    |                    |                    |                 |                 |               |   |   |                |                |                |                |             |             |             |  |

### Sezione 3
|  | Primo turno             | Primo turno             | Primo turno             | Primo turno             | Primo turno             | Primo turno | Primo turno |  |  | Secondo turno          | Secondo turno          | Secondo turno          | Secondo turno          | Secondo turno          | Secondo turno | Secondo turno |   |   | Terzo turno | Terzo turno | Terzo turno | Terzo turno | Terzo turno | Terzo turno | Terzo turno |  |
|  |                         |                         |                         |                         |                         |             |             |  |  |                        |                        |                        |                        |                        |               |               |   |   |             |             |             |             |             |             |             |  |
|  | 3                       | Tim Smyczek             | Tim Smyczek             | Tim Smyczek             | Tim Smyczek             | 6           | 6           |  |  |                        |                        |                        |                        |                        |               |               |   |   |             |             |             |             |             |             |             |  |
|  |                         | Niels Desein            | Niels Desein            | Niels Desein            | Niels Desein            | 3           | 2           |  |  | Tim Smyczek            | Tim Smyczek            | Tim Smyczek            | Tim Smyczek            | Tim Smyczek            | 6             | 6             |   |   |             |             |             |             |             |             |             |  |
|  | Flavio Cipolla          | Flavio Cipolla          | Flavio Cipolla          | Flavio Cipolla          | Flavio Cipolla          | 6           | 6           |  |  | Flavio Cipolla         | Flavio Cipolla         | Flavio Cipolla         | Flavio Cipolla         | Flavio Cipolla         | 4             | 3             |   |   |             |             |             |             |             |             |             |  |
|  | Gerard Granollers Pujol | Gerard Granollers Pujol | Gerard Granollers Pujol | Gerard Granollers Pujol | Gerard Granollers Pujol | 1           | 1           |  |  |                        |                        |                        |                        |                        |               |               |   |   | Tim Smyczek | Tim Smyczek | Tim Smyczek | 6           | 3           | 3           | 3           |  |
|  | Rogério Dutra da Silva  | Rogério Dutra da Silva  | Rogério Dutra da Silva  | Rogério Dutra da Silva  | Rogério Dutra da Silva  | 6           | 6           |  |  |                        |                        | Alex Kuznetsov         | Alex Kuznetsov         | Alex Kuznetsov         | 4             | 6             | 6 | 6 |             |             |             |             |             |             |             |  |
|  | Kristijan Mesaroš       | Kristijan Mesaroš       | Kristijan Mesaroš       | Kristijan Mesaroš       | Kristijan Mesaroš       | 2           | 3           |  |  | Rogério Dutra da Silva | Rogério Dutra da Silva | Rogério Dutra da Silva | Rogério Dutra da Silva | Rogério Dutra da Silva | 65            | 64            |   |   |             |             |             |             |             |             |             |  |
|  |                         | Henri Laaksonen         | Henri Laaksonen         | Henri Laaksonen         | Henri Laaksonen         | 4           | 62          |  |  | Alex Kuznetsov         | Alex Kuznetsov         | Alex Kuznetsov         | Alex Kuznetsov         | Alex Kuznetsov         | 7             | 7             |   |   |             |             |             |             |             |             |             |  |
|  | 26                      | Alex Kuznetsov          | Alex Kuznetsov          | Alex Kuznetsov          | Alex Kuznetsov          | 6           | 7           |  |  |                        |                        |                        |                        |                        |               |               |   |   |             |             |             |             |             |             |             |  |

### Sezione 4
|  | Primo turno              | Primo turno              | Primo turno              | Primo turno              | Primo turno              | Primo turno | Primo turno |  |  | Secondo turno            | Secondo turno            | Secondo turno            | Secondo turno            | Secondo turno            | Secondo turno            | Secondo turno |   |    | Terzo turno   | Terzo turno   | Terzo turno   | Terzo turno   | Terzo turno | Terzo turno | Terzo turno |  |
|  |                          |                          |                          |                          |                          |             |             |  |  |                          |                          |                          |                          |                          |                          |               |   |    |               |               |               |               |             |             |             |  |
|  | 4                        | Gilles Müller            | Gilles Müller            | Gilles Müller            | Gilles Müller            | 7           | 6           |  |  |                          |                          |                          |                          |                          |                          |               |   |    |               |               |               |               |             |             |             |  |
|  |                          | Giovanni Lapentti        | Giovanni Lapentti        | Giovanni Lapentti        | Giovanni Lapentti        | 65          | 4           |  |  | Gilles Müller            | Gilles Müller            | Gilles Müller            | Gilles Müller            | Gilles Müller            | 6                        | 6             |   |    |               |               |               |               |             |             |             |  |
|  | Grégoire Burquier        | Grégoire Burquier        | Grégoire Burquier        | Grégoire Burquier        | Grégoire Burquier        | 6           | 6           |  |  | Grégoire Burquier        | Grégoire Burquier        | Grégoire Burquier        | Grégoire Burquier        | Grégoire Burquier        | 2                        | 4             |   |    |               |               |               |               |             |             |             |  |
|  | Lucas Pouille            | Lucas Pouille            | Lucas Pouille            | Lucas Pouille            | Lucas Pouille            | 4           | 3           |  |  |                          |                          |                          |                          |                          |                          |               |   |    | Gilles Müller | Gilles Müller | Gilles Müller | Gilles Müller | 6           | 6           | 7           |  |
|  | Lorenzo Giustino         | Lorenzo Giustino         | Lorenzo Giustino         | Lorenzo Giustino         | Lorenzo Giustino         | 2           | 5           |  |  |                          |                          | Adrián Menéndez Maceiras | Adrián Menéndez Maceiras | Adrián Menéndez Maceiras | Adrián Menéndez Maceiras | 3             | 4 | 63 |               |               |               |               |             |             |             |  |
|  | Adrián Menéndez Maceiras | Adrián Menéndez Maceiras | Adrián Menéndez Maceiras | Adrián Menéndez Maceiras | Adrián Menéndez Maceiras | 6           | 7           |  |  | Adrián Menéndez Maceiras | Adrián Menéndez Maceiras | Adrián Menéndez Maceiras | Adrián Menéndez Maceiras | 1                        | 6                        | 6             |   |    |               |               |               |               |             |             |             |  |
|  |                          | Uladzimir Ihnacik        | Uladzimir Ihnacik        | Uladzimir Ihnacik        | Uladzimir Ihnacik        | 6           | 6           |  |  | Uladzimir Ihnacik        | Uladzimir Ihnacik        | Uladzimir Ihnacik        | Uladzimir Ihnacik        | 6                        | 3                        | 4             |   |    |               |               |               |               |             |             |             |  |
|  | 28                       | João Souza               | João Souza               | João Souza               | João Souza               | 2           | 2           |  |  |                          |                          |                          |                          |                          |                          |               |   |    |               |               |               |               |             |             |             |  |

### Sezione 5
|  | Primo turno   | Primo turno         | Primo turno         | Primo turno         | Primo turno         | Primo turno | Primo turno |  |  | Secondo turno | Secondo turno | Secondo turno | Secondo turno | Secondo turno | Secondo turno | Secondo turno |    |   | Terzo turno | Terzo turno | Terzo turno | Terzo turno | Terzo turno | Terzo turno | Terzo turno |  |
|  |               |                     |                     |                     |                     |             |             |  |  |               |               |               |               |               |               |               |    |   |             |             |             |             |             |             |             |  |
|  | 5             | Damir Džumhur       | Damir Džumhur       | Damir Džumhur       | 6                   | 3           | 0           |  |  |               |               |               |               |               |               |               |    |   |             |             |             |             |             |             |             |  |
|  |               | Ante Pavić          | Ante Pavić          | Ante Pavić          | 3                   | 6           | 6           |  |  | Ante Pavić    | Ante Pavić    | Ante Pavić    | Ante Pavić    | Ante Pavić    | 6             | 6             |    |   |             |             |             |             |             |             |             |  |
|  | WC            | Joshua Ward-Hibbert | Joshua Ward-Hibbert | Joshua Ward-Hibbert | Joshua Ward-Hibbert | 3           | 4           |  |  | Wayne Odesnik | Wayne Odesnik | Wayne Odesnik | Wayne Odesnik | Wayne Odesnik | 3             | 0             |    |   |             |             |             |             |             |             |             |  |
|  |               | Wayne Odesnik       | Wayne Odesnik       | Wayne Odesnik       | Wayne Odesnik       | 6           | 6           |  |  |               |               |               |               |               |               |               |    |   | Ante Pavić  | Ante Pavić  | Ante Pavić  | 4           | 6           | 7           | 6           |  |
|  | Nikola Mektić | Nikola Mektić       | Nikola Mektić       | Nikola Mektić       | Nikola Mektić       | 1           | 0           |  |  |               |               | Marc Gicquel  | Marc Gicquel  | Marc Gicquel  | 6             | 3             | 65 | 4 |             |             |             |             |             |             |             |  |
|  | Hiroki Moriya | Hiroki Moriya       | Hiroki Moriya       | Hiroki Moriya       | Hiroki Moriya       | 6           | 6           |  |  | Hiroki Moriya | Hiroki Moriya | Hiroki Moriya | Hiroki Moriya | Hiroki Moriya | 3             | 1             |    |   |             |             |             |             |             |             |             |  |
|  | WC            | David Rice          | David Rice          | David Rice          | 7                   | 1           | 2           |  |  | Marc Gicquel  | Marc Gicquel  | Marc Gicquel  | Marc Gicquel  | Marc Gicquel  | 6             | 6             |    |   |             |             |             |             |             |             |             |  |
|  | 29            | Marc Gicquel        | Marc Gicquel        | Marc Gicquel        | 65                  | 6           | 6           |  |  |               |               |               |               |               |               |               |    |   |             |             |             |             |             |             |             |  |

### Sezione 6
|  | Primo turno     | Primo turno        | Primo turno        | Primo turno        | Primo turno     | Primo turno | Primo turno |  |  | Secondo turno      | Secondo turno      | Secondo turno      | Secondo turno      | Secondo turno      | Secondo turno | Secondo turno |   |   | Terzo turno        | Terzo turno        | Terzo turno        | Terzo turno | Terzo turno | Terzo turno | Terzo turno |  |
|  |                 |                    |                    |                    |                 |             |             |  |  |                    |                    |                    |                    |                    |               |               |   |   |                    |                    |                    |             |             |             |             |  |
|  | 6               | Michael Berrer     | Michael Berrer     | Michael Berrer     | 5               | 6           | 3           |  |  |                    |                    |                    |                    |                    |               |               |   |   |                    |                    |                    |             |             |             |             |  |
|  |                 | Konstantin Kravčuk | Konstantin Kravčuk | Konstantin Kravčuk | 7               | 3           | 6           |  |  | Konstantin Kravčuk | Konstantin Kravčuk | Konstantin Kravčuk | Konstantin Kravčuk | Konstantin Kravčuk | 6             | 7             |   |   |                    |                    |                    |             |             |             |             |  |
|  | Serhij Bubka    | Serhij Bubka       | Serhij Bubka       | Serhij Bubka       | 6               | 4           | 0           |  |  | Bobby Reynolds     | Bobby Reynolds     | Bobby Reynolds     | Bobby Reynolds     | Bobby Reynolds     | 1             | 63            |   |   |                    |                    |                    |             |             |             |             |  |
|  | Bobby Reynolds  | Bobby Reynolds     | Bobby Reynolds     | Bobby Reynolds     | 3               | 6           | 6           |  |  |                    |                    |                    |                    |                    |               |               |   |   | Konstantin Kravčuk | Konstantin Kravčuk | Konstantin Kravčuk | 3           | 7           | 6           | 6           |  |
|  | Aslan Karacev   | Aslan Karacev      | Aslan Karacev      | Aslan Karacev      | Aslan Karacev   | 3           | 65          |  |  |                    |                    | Alex Bolt          | Alex Bolt          | Alex Bolt          | 6             | 65            | 4 | 4 |                    |                    |                    |             |             |             |             |  |
|  | Agustín Velotti | Agustín Velotti    | Agustín Velotti    | Agustín Velotti    | Agustín Velotti | 6           | 7           |  |  | Agustín Velotti    | Agustín Velotti    | Agustín Velotti    | Agustín Velotti    | Agustín Velotti    | 3             | 3             |   |   |                    |                    |                    |             |             |             |             |  |
|  |                 | Alex Bolt          | Alex Bolt          | Alex Bolt          | Alex Bolt       | 7           | 6           |  |  | Alex Bolt          | Alex Bolt          | Alex Bolt          | Alex Bolt          | Alex Bolt          | 6             | 6             |   |   |                    |                    |                    |             |             |             |             |  |
|  | 17              | Norbert Gombos     | Norbert Gombos     | Norbert Gombos     | Norbert Gombos  | 5           | 4           |  |  |                    |                    |                    |                    |                    |               |               |   |   |                    |                    |                    |             |             |             |             |  |

### Sezione 7
|  | Primo turno     | Primo turno     | Primo turno     | Primo turno     | Primo turno     | Primo turno | Primo turno |  |  | Secondo turno  | Secondo turno  | Secondo turno  | Secondo turno  | Secondo turno | Secondo turno | Secondo turno |   |   | Terzo turno  | Terzo turno  | Terzo turno  | Terzo turno | Terzo turno | Terzo turno | Terzo turno |  |
|  |                 |                 |                 |                 |                 |             |             |  |  |                |                |                |                |               |               |               |   |   |              |              |              |             |             |             |             |  |
|  | 7               | Malek Jaziri    | Malek Jaziri    | Malek Jaziri    | 2               | 7           | 6           |  |  |                |                |                |                |               |               |               |   |   |              |              |              |             |             |             |             |  |
|  |                 | Louk Sorensen   | Louk Sorensen   | Louk Sorensen   | 6               | 5           | 2           |  |  | Malek Jaziri   | Malek Jaziri   | Malek Jaziri   | Malek Jaziri   | 4             | 6             | 6             |   |   |              |              |              |             |             |             |             |  |
|  | Vincent Millot  | Vincent Millot  | Vincent Millot  | Vincent Millot  | Vincent Millot  | 6           | 6           |  |  | Vincent Millot | Vincent Millot | Vincent Millot | Vincent Millot | 6             | 3             | 0             |   |   |              |              |              |             |             |             |             |  |
|  | Rui Machado     | Rui Machado     | Rui Machado     | Rui Machado     | Rui Machado     | 4           | 3           |  |  |                |                |                |                |               |               |               |   |   | Malek Jaziri | Malek Jaziri | Malek Jaziri | 4           | 2           | 6           | 3           |  |
|  | Óscar Hernández | Óscar Hernández | Óscar Hernández | Óscar Hernández | Óscar Hernández | 4           | 3           |  |  |                |                | Marsel İlhan   | Marsel İlhan   | Marsel İlhan  | 6             | 6             | 1 | 6 |              |              |              |             |             |             |             |  |
|  | Toni Androić    | Toni Androić    | Toni Androić    | Toni Androić    | Toni Androić    | 6           | 6           |  |  | Toni Androić   | Toni Androić   | Toni Androić   | Toni Androić   | Toni Androić  | 3             | 4             |   |   |              |              |              |             |             |             |             |  |
|  |                 | Albano Olivetti | Albano Olivetti | Albano Olivetti | Albano Olivetti | 3           | 3           |  |  | Marsel İlhan   | Marsel İlhan   | Marsel İlhan   | Marsel İlhan   | Marsel İlhan  | 6             | 6             |   |   |              |              |              |             |             |             |             |  |
|  | 27              | Marsel İlhan    | Marsel İlhan    | Marsel İlhan    | Marsel İlhan    | 6           | 6           |  |  |                |                |                |                |               |               |               |   |   |              |              |              |             |             |             |             |  |

### Sezione 8
|  | Primo turno       | Primo turno       | Primo turno       | Primo turno       | Primo turno       | Primo turno       | Primo turno |  |  | Secondo turno     | Secondo turno     | Secondo turno     | Secondo turno     | Secondo turno | Secondo turno | Secondo turno |   |   | Terzo turno       | Terzo turno       | Terzo turno       | Terzo turno       | Terzo turno | Terzo turno | Terzo turno |  |
|  |                   |                   |                   |                   |                   |                   |             |  |  |                   |                   |                   |                   |               |               |               |   |   |                   |                   |                   |                   |             |             |             |  |
|  | 8                 | Peter Gojowczyk   | Peter Gojowczyk   | Peter Gojowczyk   | Peter Gojowczyk   | 4                 | 1           |  |  |                   |                   |                   |                   |               |               |               |   |   |                   |                   |                   |                   |             |             |             |  |
|  | WC                | Oliver Golding    | Oliver Golding    | Oliver Golding    | Oliver Golding    | 6                 | 6           |  |  | Oliver Golding    | Oliver Golding    | Oliver Golding    | Oliver Golding    | 6             | 4             | 4             |   |   |                   |                   |                   |                   |             |             |             |  |
|  | Marco Chiudinelli | Marco Chiudinelli | Marco Chiudinelli | Marco Chiudinelli | Marco Chiudinelli | Marco Chiudinelli | 3           |  |  | Marco Chiudinelli | Marco Chiudinelli | Marco Chiudinelli | Marco Chiudinelli | 3             | 6             | 6             |   |   |                   |                   |                   |                   |             |             |             |  |
|  | Éric Prodon       | Éric Prodon       | Éric Prodon       | Éric Prodon       | Éric Prodon       | Éric Prodon       | 2r          |  |  |                   |                   |                   |                   |               |               |               |   |   | Marco Chiudinelli | Marco Chiudinelli | Marco Chiudinelli | Marco Chiudinelli | 4           | 2           | 5           |  |
|  | Germain Gigounon  | Germain Gigounon  | Germain Gigounon  | Germain Gigounon  | Germain Gigounon  | 7                 | 7           |  |  |                   |                   | Yūichi Sugita     | Yūichi Sugita     | Yūichi Sugita | Yūichi Sugita | 6             | 6 | 7 |                   |                   |                   |                   |             |             |             |  |
|  | Matt Reid         | Matt Reid         | Matt Reid         | Matt Reid         | Matt Reid         | 5                 | 68          |  |  | Germain Gigounon  | Germain Gigounon  | Germain Gigounon  | Germain Gigounon  | 6             | 3             | 3             |   |   |                   |                   |                   |                   |             |             |             |  |
|  |                   | Yannick Mertens   | Yannick Mertens   | Yannick Mertens   | Yannick Mertens   | 5                 | 3           |  |  | Yūichi Sugita     | Yūichi Sugita     | Yūichi Sugita     | Yūichi Sugita     | 3             | 6             | 6             |   |   |                   |                   |                   |                   |             |             |             |  |
|  | 24                | Yūichi Sugita     | Yūichi Sugita     | Yūichi Sugita     | Yūichi Sugita     | 7                 | 6           |  |  |                   |                   |                   |                   |               |               |               |   |   |                   |                   |                   |                   |             |             |             |  |

### Sezione 9
|  | Primo turno  | Primo turno         | Primo turno         | Primo turno         | Primo turno         | Primo turno | Primo turno |  |  | Secondo turno | Secondo turno | Secondo turno | Secondo turno | Secondo turno | Secondo turno | Secondo turno |   |   | Terzo turno | Terzo turno | Terzo turno | Terzo turno | Terzo turno | Terzo turno | Terzo turno |  |
|  |              |                     |                     |                     |                     |             |             |  |  |               |               |               |               |               |               |               |   |   |             |             |             |             |             |             |             |  |
|  | 9            | Denis Kudla         | Denis Kudla         | Denis Kudla         | Denis Kudla         | 6           | 6           |  |  |               |               |               |               |               |               |               |   |   |             |             |             |             |             |             |             |  |
|  |              | Nikoloz Basilašvili | Nikoloz Basilašvili | Nikoloz Basilašvili | Nikoloz Basilašvili | 3           | 0           |  |  | Denis Kudla   | Denis Kudla   | Denis Kudla   | Denis Kudla   | 3             | 6             | 6             |   |   |             |             |             |             |             |             |             |  |
|  |              | Maxime Authom       | Maxime Authom       | Maxime Authom       | Maxime Authom       | 3           | 0r          |  |  | Brydan Klein  | Brydan Klein  | Brydan Klein  | Brydan Klein  | 6             | 2             | 3             |   |   |             |             |             |             |             |             |             |  |
|  | WC           | Brydan Klein        | Brydan Klein        | Brydan Klein        | Brydan Klein        | 6           | 1           |  |  |               |               |               |               |               |               |               |   |   | Denis Kudla | Denis Kudla | Denis Kudla | 6           | 5           | 6           | 6           |  |
|  | Martín Alund | Martín Alund        | Martín Alund        | Martín Alund        | Martín Alund        | 6           | 7           |  |  |               |               | Aljaž Bedene  | Aljaž Bedene  | Aljaž Bedene  | 3             | 7             | 1 | 4 |             |             |             |             |             |             |             |  |
|  | Radu Albot   | Radu Albot          | Radu Albot          | Radu Albot          | Radu Albot          | 2           | 5           |  |  | Martín Alund  | Martín Alund  | Martín Alund  | Martín Alund  | Martín Alund  | 2             | 4             |   |   |             |             |             |             |             |             |             |  |
|  |              | James McGee         | James McGee         | James McGee         | James McGee         | 4           | 4           |  |  | Aljaž Bedene  | Aljaž Bedene  | Aljaž Bedene  | Aljaž Bedene  | Aljaž Bedene  | 6             | 6             |   |   |             |             |             |             |             |             |             |  |
|  | 18           | Aljaž Bedene        | Aljaž Bedene        | Aljaž Bedene        | Aljaž Bedene        | 6           | 6           |  |  |               |               |               |               |               |               |               |   |   |             |             |             |             |             |             |             |  |

### Sezione 10
|  | Primo turno       | Primo turno       | Primo turno       | Primo turno       | Primo turno       | Primo turno | Primo turno |  |  | Secondo turno  | Secondo turno  | Secondo turno  | Secondo turno  | Secondo turno  | Secondo turno | Secondo turno |   |   | Terzo turno    | Terzo turno    | Terzo turno    | Terzo turno | Terzo turno | Terzo turno | Terzo turno |  |
|  |                   |                   |                   |                   |                   |             |             |  |  |                |                |                |                |                |               |               |   |   |                |                |                |             |             |             |             |  |
|  | 10                | Frank Dancevic    | Frank Dancevic    | Frank Dancevic    | 7                 | 4           | 6           |  |  |                |                |                |                |                |               |               |   |   |                |                |                |             |             |             |             |  |
|  |                   | Victor Crivoi     | Victor Crivoi     | Victor Crivoi     | 5                 | 6           | 3           |  |  | Frank Dancevic | Frank Dancevic | Frank Dancevic | Frank Dancevic | 64             | 7             | 6             |   |   |                |                |                |             |             |             |             |  |
|  | Benjamin Mitchell | Benjamin Mitchell | Benjamin Mitchell | Benjamin Mitchell | Benjamin Mitchell | 3           | 3           |  |  | Marius Copil   | Marius Copil   | Marius Copil   | Marius Copil   | 7              | 64            | 2             |   |   |                |                |                |             |             |             |             |  |
|  | Marius Copil      | Marius Copil      | Marius Copil      | Marius Copil      | Marius Copil      | 6           | 6           |  |  |                |                |                |                |                |               |               |   |   | Frank Dancevic | Frank Dancevic | Frank Dancevic | 6           | 2           | 1           | 4           |  |
|  | Steven Diez       | Steven Diez       | Steven Diez       | Steven Diez       | 6                 | 3           | 2           |  |  |                |                | Wang Yeu-tzuoo | Wang Yeu-tzuoo | Wang Yeu-tzuoo | 2             | 6             | 6 | 6 |                |                |                |             |             |             |             |  |
|  | Zhang Ze          | Zhang Ze          | Zhang Ze          | Zhang Ze          | 4                 | 6           | 6           |  |  | Zhang Ze       | Zhang Ze       | Zhang Ze       | Zhang Ze       | 6              | 3             | 0             |   |   |                |                |                |             |             |             |             |  |
|  |                   | Thomas Fabbiano   | Thomas Fabbiano   | Thomas Fabbiano   | 6                 | 3           | 1           |  |  | Wang Yeu-tzuoo | Wang Yeu-tzuoo | Wang Yeu-tzuoo | Wang Yeu-tzuoo | 4              | 6             | 6             |   |   |                |                |                |             |             |             |             |  |
|  | 23                | Wang Yeu-tzuoo    | Wang Yeu-tzuoo    | Wang Yeu-tzuoo    | 2                 | 6           | 6           |  |  |                |                |                |                |                |               |               |   |   |                |                |                |             |             |             |             |  |

### Sezione 11
|  | Primo turno          | Primo turno           | Primo turno           | Primo turno           | Primo turno           | Primo turno | Primo turno |  |  | Secondo turno         | Secondo turno         | Secondo turno         | Secondo turno         | Secondo turno         | Secondo turno | Secondo turno |   |   | Terzo turno         | Terzo turno         | Terzo turno         | Terzo turno | Terzo turno | Terzo turno | Terzo turno |  |
|  |                      |                       |                       |                       |                       |             |             |  |  |                       |                       |                       |                       |                       |               |               |   |   |                     |                     |                     |             |             |             |             |  |
|  | 11                   | Peter Polansky        | Peter Polansky        | Peter Polansky        | 3                     | 6           | 6           |  |  |                       |                       |                       |                       |                       |               |               |   |   |                     |                     |                     |             |             |             |             |  |
|  |                      | Axel Michon           | Axel Michon           | Axel Michon           | 6                     | 4           | 0           |  |  | Peter Polansky        | Peter Polansky        | Peter Polansky        | Peter Polansky        | Peter Polansky        | 3             | 2             |   |   |                     |                     |                     |             |             |             |             |  |
|  | Miloslav Mečíř, Jr.  | Miloslav Mečíř, Jr.   | Miloslav Mečíř, Jr.   | Miloslav Mečíř, Jr.   | Miloslav Mečíř, Jr.   | 7           | 6           |  |  | Miloslav Mečíř, Jr.   | Miloslav Mečíř, Jr.   | Miloslav Mečíř, Jr.   | Miloslav Mečíř, Jr.   | Miloslav Mečíř, Jr.   | 6             | 6             |   |   |                     |                     |                     |             |             |             |             |  |
|  | Jordi Samper Montaña | Jordi Samper Montaña  | Jordi Samper Montaña  | Jordi Samper Montaña  | Jordi Samper Montaña  | 5           | 4           |  |  |                       |                       |                       |                       |                       |               |               |   |   | Miloslav Mečíř, Jr. | Miloslav Mečíř, Jr. | Miloslav Mečíř, Jr. | 6           | 3           | 5           | 4           |  |
|  |                      | Daniel Kosakowski     | Daniel Kosakowski     | Daniel Kosakowski     | Daniel Kosakowski     | 6           | 6           |  |  |                       |                       | Pierre-Hugues Herbert | Pierre-Hugues Herbert | Pierre-Hugues Herbert | 4             | 6             | 7 | 6 |                     |                     |                     |             |             |             |             |  |
|  | WC                   | Marcus Willis         | Marcus Willis         | Marcus Willis         | Marcus Willis         | 3           | 3           |  |  | Daniel Kosakowski     | Daniel Kosakowski     | Daniel Kosakowski     | Daniel Kosakowski     | Daniel Kosakowski     | 1             | 3             |   |   |                     |                     |                     |             |             |             |             |  |
|  |                      | Borna Ćorić           | Borna Ćorić           | Borna Ćorić           | Borna Ćorić           | 65          | 1           |  |  | Pierre-Hugues Herbert | Pierre-Hugues Herbert | Pierre-Hugues Herbert | Pierre-Hugues Herbert | Pierre-Hugues Herbert | 6             | 6             |   |   |                     |                     |                     |             |             |             |             |  |
|  | 19                   | Pierre-Hugues Herbert | Pierre-Hugues Herbert | Pierre-Hugues Herbert | Pierre-Hugues Herbert | 7           | 6           |  |  |                       |                       |                       |                       |                       |               |               |   |   |                     |                     |                     |             |             |             |             |  |

### Sezione 12
|  | Primo turno      | Primo turno      | Primo turno      | Primo turno      | Primo turno     | Primo turno | Primo turno |  |  | Secondo turno    | Secondo turno    | Secondo turno    | Secondo turno    | Secondo turno    | Secondo turno | Secondo turno |     |   | Terzo turno      | Terzo turno      | Terzo turno      | Terzo turno      | Terzo turno | Terzo turno | Terzo turno |  |
|  |                  |                  |                  |                  |                 |             |             |  |  |                  |                  |                  |                  |                  |               |               |     |   |                  |                  |                  |                  |             |             |             |  |
|  | 12               | Andreas Beck     | Andreas Beck     | Andreas Beck     | Andreas Beck    | 6           | 7           |  |  |                  |                  |                  |                  |                  |               |               |     |   |                  |                  |                  |                  |             |             |             |  |
|  |                  | Chase Buchanan   | Chase Buchanan   | Chase Buchanan   | Chase Buchanan  | 4           | 64          |  |  | Andreas Beck     | Andreas Beck     | Andreas Beck     | Andreas Beck     | Andreas Beck     | 2             | 64            |     |   |                  |                  |                  |                  |             |             |             |  |
|  | Iñigo Cervantes  | Iñigo Cervantes  | Iñigo Cervantes  | Iñigo Cervantes  | 6               | 62          | 4           |  |  | Márton Fucsovics | Márton Fucsovics | Márton Fucsovics | Márton Fucsovics | Márton Fucsovics | 6             | 7             |     |   |                  |                  |                  |                  |             |             |             |  |
|  | Márton Fucsovics | Márton Fucsovics | Márton Fucsovics | Márton Fucsovics | 4               | 7           | 6           |  |  |                  |                  |                  |                  |                  |               |               |     |   | Márton Fucsovics | Márton Fucsovics | Márton Fucsovics | Márton Fucsovics | 63          | 616         | 1           |  |
|  | Ruben Bemelmans  | Ruben Bemelmans  | Ruben Bemelmans  | Ruben Bemelmans  | Ruben Bemelmans | 6           | 0           |  |  |                  |                  | Tim Pütz         | Tim Pütz         | Tim Pütz         | Tim Pütz      | 7             | 718 | 6 |                  |                  |                  |                  |             |             |             |  |
|  | Amir Weintraub   | Amir Weintraub   | Amir Weintraub   | Amir Weintraub   | Amir Weintraub  | 1           | 0r          |  |  | Ruben Bemelmans  | Ruben Bemelmans  | Ruben Bemelmans  | Ruben Bemelmans  | Ruben Bemelmans  | 4             | 2             |     |   |                  |                  |                  |                  |             |             |             |  |
|  |                  | Tim Pütz         | Tim Pütz         | Tim Pütz         | Tim Pütz        | 6           | 6           |  |  | Tim Pütz         | Tim Pütz         | Tim Pütz         | Tim Pütz         | Tim Pütz         | 6             | 6             |     |   |                  |                  |                  |                  |             |             |             |  |
|  | 25               | Andrej Martin    | Andrej Martin    | Andrej Martin    | Andrej Martin   | 4           | 1           |  |  |                  |                  |                  |                  |                  |               |               |     |   |                  |                  |                  |                  |             |             |             |  |

### Sezione 13
|  | Primo turno         | Primo turno         | Primo turno         | Primo turno         | Primo turno         | Primo turno       | Primo turno |  |  | Secondo turno     | Secondo turno     | Secondo turno     | Secondo turno     | Secondo turno     | Secondo turno | Secondo turno |   |   | Terzo turno    | Terzo turno    | Terzo turno    | Terzo turno | Terzo turno | Terzo turno | Terzo turno |  |
|  |                     |                     |                     |                     |                     |                   |             |  |  |                   |                   |                   |                   |                   |               |               |   |   |                |                |                |             |             |             |             |  |
|  | 13                  | Simone Bolelli      | Simone Bolelli      | Simone Bolelli      | Simone Bolelli      | 6                 | 6           |  |  |                   |                   |                   |                   |                   |               |               |   |   |                |                |                |             |             |             |             |  |
|  |                     | Maxime Teixeira     | Maxime Teixeira     | Maxime Teixeira     | Maxime Teixeira     | 3                 | 2           |  |  | Simone Bolelli    | Simone Bolelli    | Simone Bolelli    | Simone Bolelli    | Simone Bolelli    | 6             | 6             |   |   |                |                |                |             |             |             |             |  |
|  | Laurynas Grigelis   | Laurynas Grigelis   | Laurynas Grigelis   | Laurynas Grigelis   | Laurynas Grigelis   | 6                 | 6           |  |  | Laurynas Grigelis | Laurynas Grigelis | Laurynas Grigelis | Laurynas Grigelis | Laurynas Grigelis | 1             | 3             |   |   |                |                |                |             |             |             |             |  |
|  | Enrique López-Pérez | Enrique López-Pérez | Enrique López-Pérez | Enrique López-Pérez | Enrique López-Pérez | 1                 | 2           |  |  |                   |                   |                   |                   |                   |               |               |   |   | Simone Bolelli | Simone Bolelli | Simone Bolelli | 2           | 6           | 64          | 4           |  |
|  | José Checa-Calvo    | José Checa-Calvo    | José Checa-Calvo    | José Checa-Calvo    | José Checa-Calvo    | José Checa-Calvo  | 5r          |  |  |                   |                   | Samuel Groth      | Samuel Groth      | Samuel Groth      | 6             | 4             | 7 | 6 |                |                |                |             |             |             |             |  |
|  | Jonathan Eysseric   | Jonathan Eysseric   | Jonathan Eysseric   | Jonathan Eysseric   | Jonathan Eysseric   | Jonathan Eysseric | 5           |  |  | Jonathan Eysseric | Jonathan Eysseric | Jonathan Eysseric | Jonathan Eysseric | 4                 | 7             | 3             |   |   |                |                |                |             |             |             |             |  |
|  | WC                  | Edward Corrie       | Edward Corrie       | Edward Corrie       | Edward Corrie       | 3                 | 62          |  |  | Samuel Groth      | Samuel Groth      | Samuel Groth      | Samuel Groth      | 6                 | 62            | 6             |   |   |                |                |                |             |             |             |             |  |
|  | 20                  | Samuel Groth        | Samuel Groth        | Samuel Groth        | Samuel Groth        | 6                 | 7           |  |  |                   |                   |                   |                   |                   |               |               |   |   |                |                |                |             |             |             |             |  |

### Sezione 14
|  | Primo turno      | Primo turno             | Primo turno             | Primo turno             | Primo turno       | Primo turno | Primo turno |  |  | Secondo turno     | Secondo turno     | Secondo turno     | Secondo turno     | Secondo turno     | Secondo turno | Secondo turno |   |   | Terzo turno | Terzo turno | Terzo turno | Terzo turno | Terzo turno | Terzo turno | Terzo turno |  |
|  |                  |                         |                         |                         |                   |             |             |  |  |                   |                   |                   |                   |                   |               |               |   |   |             |             |             |             |             |             |             |  |
|  | 14               | Tatsuma Itō             | Tatsuma Itō             | Tatsuma Itō             | 62                | 6           | 6           |  |  |                   |                   |                   |                   |                   |               |               |   |   |             |             |             |             |             |             |             |  |
|  |                  | Hans Podlipnik-Castillo | Hans Podlipnik-Castillo | Hans Podlipnik-Castillo | 7                 | 4           | 3           |  |  | Tatsuma Itō       | Tatsuma Itō       | Tatsuma Itō       | Tatsuma Itō       | Tatsuma Itō       | 7             | 6             |   |   |             |             |             |             |             |             |             |  |
|  | André Ghem       | André Ghem              | André Ghem              | André Ghem              | André Ghem        | 6           | 6           |  |  | André Ghem        | André Ghem        | André Ghem        | André Ghem        | André Ghem        | 5             | 4             |   |   |             |             |             |             |             |             |             |  |
|  | Emilio Gómez     | Emilio Gómez            | Emilio Gómez            | Emilio Gómez            | Emilio Gómez      | 4           | 4           |  |  |                   |                   |                   |                   |                   |               |               |   |   | Tatsuma Itō | Tatsuma Itō | 5           | 4           | 6           | 7           | 6           |  |
|  | Andrea Arnaboldi | Andrea Arnaboldi        | Andrea Arnaboldi        | Andrea Arnaboldi        | 6                 | 4           | 6           |  |  |                   |                   | Ričardas Berankis | Ričardas Berankis | 7                 | 6             | 3             | 5 | 0 |             |             |             |             |             |             |             |  |
|  | Matteo Viola     | Matteo Viola            | Matteo Viola            | Matteo Viola            | 3                 | 6           | 0           |  |  | Andrea Arnaboldi  | Andrea Arnaboldi  | Andrea Arnaboldi  | Andrea Arnaboldi  | Andrea Arnaboldi  | 4             | 3             |   |   |             |             |             |             |             |             |             |  |
|  | WC               | Alexander Ward          | Alexander Ward          | Alexander Ward          | Alexander Ward    | 3           | 4           |  |  | Ričardas Berankis | Ričardas Berankis | Ričardas Berankis | Ričardas Berankis | Ričardas Berankis | 6             | 6             |   |   |             |             |             |             |             |             |             |  |
|  | 21               | Ričardas Berankis       | Ričardas Berankis       | Ričardas Berankis       | Ričardas Berankis | 6           | 6           |  |  |                   |                   |                   |                   |                   |               |               |   |   |             |             |             |             |             |             |             |  |

### Sezione 15
|  | Primo turno       | Primo turno       | Primo turno       | Primo turno       | Primo turno      | Primo turno | Primo turno |  |  | Secondo turno    | Secondo turno    | Secondo turno    | Secondo turno    | Secondo turno    | Secondo turno | Secondo turno |   |   | Terzo turno | Terzo turno | Terzo turno | Terzo turno | Terzo turno | Terzo turno | Terzo turno |  |
|  |                   |                   |                   |                   |                  |             |             |  |  |                  |                  |                  |                  |                  |               |               |   |   |             |             |             |             |             |             |             |  |
|  | 15                | Filip Krajinović  | Filip Krajinović  | Filip Krajinović  | Filip Krajinović | 6           | 6           |  |  |                  |                  |                  |                  |                  |               |               |   |   |             |             |             |             |             |             |             |  |
|  |                   | Mate Delić        | Mate Delić        | Mate Delić        | Mate Delić       | 4           | 2           |  |  | Filip Krajinović | Filip Krajinović | Filip Krajinović | Filip Krajinović | Filip Krajinović | 3             | 4             |   |   |             |             |             |             |             |             |             |  |
|  | Jan Mertl         | Jan Mertl         | Jan Mertl         | Jan Mertl         | Jan Mertl        | Jan Mertl   | 2r          |  |  | Jan Hernych      | Jan Hernych      | Jan Hernych      | Jan Hernych      | Jan Hernych      | 6             | 6             |   |   |             |             |             |             |             |             |             |  |
|  | Jan Hernych       | Jan Hernych       | Jan Hernych       | Jan Hernych       | Jan Hernych      | Jan Hernych | 4           |  |  |                  |                  |                  |                  |                  |               |               |   |   | Jan Hernych | Jan Hernych | Jan Hernych | 6           | 6           | 62          | 6           |  |
|  | Jaroslav Pospíšil | Jaroslav Pospíšil | Jaroslav Pospíšil | Jaroslav Pospíšil | 4                | 6           | 4           |  |  |                  |                  | Rajeev Ram       | Rajeev Ram       | Rajeev Ram       | 3             | 4             | 7 | 2 |             |             |             |             |             |             |             |  |
|  | Gastão Elias      | Gastão Elias      | Gastão Elias      | Gastão Elias      | 6                | 2           | 6           |  |  | Gastão Elias     | Gastão Elias     | Gastão Elias     | Gastão Elias     | Gastão Elias     | 4             | 64            |   |   |             |             |             |             |             |             |             |  |
|  |                   | Ilija Bozoljac    | Ilija Bozoljac    | Ilija Bozoljac    | Ilija Bozoljac   | 4           | 4           |  |  | Rajeev Ram       | Rajeev Ram       | Rajeev Ram       | Rajeev Ram       | Rajeev Ram       | 6             | 7             |   |   |             |             |             |             |             |             |             |  |
|  | 31                | Rajeev Ram        | Rajeev Ram        | Rajeev Ram        | Rajeev Ram       | 6           | 6           |  |  |                  |                  |                  |                  |                  |               |               |   |   |             |             |             |             |             |             |             |  |

### Sezione 16
|  | Primo turno       | Primo turno       | Primo turno       | Primo turno       | Primo turno    | Primo turno | Primo turno |  |  | Secondo turno     | Secondo turno     | Secondo turno     | Secondo turno     | Secondo turno     | Secondo turno | Secondo turno |   |   | Terzo turno   | Terzo turno   | Terzo turno   | Terzo turno   | Terzo turno | Terzo turno | Terzo turno |  |
|  |                   |                   |                   |                   |                |             |             |  |  |                   |                   |                   |                   |                   |               |               |   |   |               |               |               |               |             |             |             |  |
|  | 16                | Daniel Brands     | Daniel Brands     | Daniel Brands     | 6              | 4           | 6           |  |  |                   |                   |                   |                   |                   |               |               |   |   |               |               |               |               |             |             |             |  |
|  |                   | Grega Žemlja      | Grega Žemlja      | Grega Žemlja      | 4              | 6           | 0           |  |  | Daniel Brands     | Daniel Brands     | Daniel Brands     | Daniel Brands     | 3                 | 7             | 6             |   |   |               |               |               |               |             |             |             |  |
|  |                   | Illja Marčenko    | Illja Marčenko    | Illja Marčenko    | Illja Marčenko | 5           | 3           |  |  | Steve Darcis      | Steve Darcis      | Steve Darcis      | Steve Darcis      | 6                 | 5             | 2             |   |   |               |               |               |               |             |             |             |  |
|  | WC                | Steve Darcis      | Steve Darcis      | Steve Darcis      | Steve Darcis   | 7           | 6           |  |  |                   |                   |                   |                   |                   |               |               |   |   | Daniel Brands | Daniel Brands | Daniel Brands | Daniel Brands | 63          | 2           | 3           |  |
|  | David Guez        | David Guez        | David Guez        | David Guez        | 5              | 6           | 7           |  |  |                   |                   | Ryan Harrison     | Ryan Harrison     | Ryan Harrison     | Ryan Harrison | 7             | 6 | 6 |               |               |               |               |             |             |             |  |
|  | Yasutaka Uchiyama | Yasutaka Uchiyama | Yasutaka Uchiyama | Yasutaka Uchiyama | 7              | 4           | 9           |  |  | Yasutaka Uchiyama | Yasutaka Uchiyama | Yasutaka Uchiyama | Yasutaka Uchiyama | Yasutaka Uchiyama | 1             | 3             |   |   |               |               |               |               |             |             |             |  |
|  |                   | Tarō Daniel       | Tarō Daniel       | Tarō Daniel       | 6              | 3           | 4           |  |  | Ryan Harrison     | Ryan Harrison     | Ryan Harrison     | Ryan Harrison     | Ryan Harrison     | 6             | 6             |   |   |               |               |               |               |             |             |             |  |
|  | 22                | Ryan Harrison     | Ryan Harrison     | Ryan Harrison     | 2              | 6           | 6           |  |  |                   |                   |                   |                   |                   |               |               |   |   |               |               |               |               |             |             |             |  |